# Musoma
Musoma egy város Tanzániában, a Viktória-tó keleti partján. Tanzánia egyik közigazgatási régiójának, a Mara régiónak a fővárosa. A város egyben a Musoma vidéki körzet és a Musoma városi körzet közigazgatási központja is.

## Fekvése
A város a Viktória-tó keleti partján fekszik, közel Tanzánia Kenyával és Ugandával közös nemzetközi határához. Musoma körülbelül 60 kilométerre, közvetlenül attól a földrajzi ponttól délre található, ahol a három kelet-afrikai ország határai metszik egymást. A város közúton mintegy 225 kilométerre északkeletre fekszik Mwanzától, a legközelebbi nagyvárostól. Musoma közúton mintegy 480 kilométerre északnyugatra fekszik Arushától, a Kelet-afrikai Közösség székhelyétől. Musoma koordinátái: 1° 30' 0.00 "S, 33° 48' 0.00 "E (szélesség:-1.5000; hosszúság:33.8000).

## Nevének eredete
A Musoma név a Musoma szóból származik, amely nyársat jelent. A név Musoma számos nyársára utal, amelyek a környező Viktória-tóba mutatnak.

## Története
A jelenlegi Mara lakosság etnikai csoportjai közül a később Musoma várossá alakult területet először az Abhakabhwa, közismert nevén Wakabwa kurya altörzs telepítette le. Ők adták a helység nevét is. Musoma tehát a kabwa "Omusoma" szóból származik, ami tulajdonképpen egy, a tóba nyúló földdarabot, lényegében egy félszigetet jelent. A Mara összes királysága, amelyek valójában közös ősökkel rendelkező népek alkirályságai, az "Omusoma" szót használja (a wakabwákra, valamint a wajitákra és a velük szoros kapcsolatban álló Wakwaya, Waruri, Wakara és Wakerewe altörzsekre) és az "Omosoma" szót (a számos kuriánus altörzsre, mint például Abhakerobha – közismert nevén Wakiroba; Wasimbiti, Wakenye, nk.). A teljes név valójában "Omosoma (vagy "Omusoma") ghwa Nyabhamba".
Musoma forrón vitatott volt, és számos etnikumon belüli háborúnak volt tanúja, különösen a wakabwák és rokonaik, a wakirobák között – akik a wakabwák után másodikként érkeztek a helyszínre. A wakabwák behozták szövetségeseiket, a nem-bantu luókat, és a háború megnyerésének a küszöbén álltak. A Wakiroba a szövetségeseihez, a wakwayákhoz fordult, de még mindig a vereség felé tartott. A helyzet romlását látva a wakwaya és a wakiroba a németektől kértek támogatást, akik akkoriban érkeztek Mwanzába, de még nem hódították meg a mai Mara területét. A német kanonokok súlyos támadásai alatt sikerült a wakabwákat és szövetségeseiket, a luókat legyőzni és elűzni a területről. Ennek a háborúnak az öröksége számos tömegsír Musoma mellett, különösen a Kiroba-földön fekvő Nyabhange (ma általában Nyabangi) településen. Ettől kezdve a wakiroba és a wakwaya Musoma állandó szomszédai lettek, és nagyon hosszú ideig uralták a lakosságot. Mostanra Musoma jelentősen kozmopolita lett.
A megszálló németek első főhadiszállását Nyabangiban alakították ki, de – akárcsak az Indiai-óceán partján fekvő Bagamoyo esetében, amely Német Kelet-Afrika első fővárosa volt – a kikötőnek alkalmatlanná tett sekély víz miatt elhagyták. Musoma lett az új főváros. Ma a régi német "Boma" tanúskodik Musoma történelméről.

## Földrajza
A város egy erősen tagolt öbölben fekszik. A Mara folyó, amelyről a Mara régió közigazgatási területét elnevezték, a közeli Kirumiban, Kiroba/Simbiti Landban ömlik a Viktória-tóba.

## Fordítás
- Ez a szócikk részben vagy egészben  a   Musoma című angol Wikipédia-szócikk fordításán alapul.  Az eredeti cikk szerkesztőit annak laptörténete sorolja fel. Ez a jelzés csupán a megfogalmazás eredetét és a szerzői jogokat jelzi, nem szolgál a cikkben szereplő információk forrásmegjelöléseként.